# Tour du Poitou-Charentes 2005
Il Tour du Poitou-Charentes 2005, diciannovesima edizione della corsa, si svolse dal 23 al 26 agosto 2005 su un percorso di 672 km ripartiti in 5 tappe, con partenza da Niort e arrivo a Poitiers. Fu vinto dal francese Sylvain Chavanel della Cofidis davanti al suo connazionale Christophe Moreau e al lituano Linas Balciunas.

## Tappe
| Tappa  | Data      | Percorso                                      | km   | Vincitore di tappa   | Leader cl. generale  |
| ------ | --------- | --------------------------------------------- | ---- | -------------------- | -------------------- |
| 1ª     | 23 agosto | Niort > Pont-l'Abbé-d'Arnoult                 | 184  | Christophe Agnolutto | Christophe Agnolutto |
| 2ª     | 24 agosto | Pont-l'Abbé-d'Arnoult > La Rochefoucauld      | 192  | Danilo Napolitano    | Christophe Agnolutto |
| 3ª     | 25 agosto | La Rochefoucauld > Vivonne                    | 175  | Jaan Kirsipuu        | Jaan Kirsipuu        |
| 4ª     | 26 agosto | Vivonne > Château-Larcher (cron. individuale) | 18,3 | Linas Balciunas      | Linas Balciunas      |
| 5ª     | 26 agosto | Vivonne > Poitiers                            | 103  | Danilo Napolitano    | Sylvain Chavanel     |
| Totale | Totale    | Totale                                        | 672  |                      |                      |

## Dettagli delle tappe

### 1ª tappa
- 23 agosto: Niort > Pont-l'Abbé-d'Arnoult – 184 km

| Pos. | Corridore            | Squadra   | Tempo    |
| ---- | -------------------- | --------- | -------- |
| 1    | Christophe Agnolutto | Agritubel | 4h14'36" |
| 2    | Noan Lelarge         | Bretagne  | s.t.     |
| 3    | Jean-Patrick Nazon   | AG2R      | a 8"     |

| Pos. | Corridore            | Squadra   | Tempo |
| ---- | -------------------- | --------- | ----- |
| 1    | Christophe Agnolutto | Agritubel |       |
| 2    | Noan Lelarge         | Bretagne  |       |
| 3    | Arnaud Labbe         | Auber '93 |       |

### 2ª tappa
- 24 agosto: Pont-l'Abbé-d'Arnoult > La Rochefoucauld – 192 km

| Pos. | Corridore           | Squadra         | Tempo |
| ---- | ------------------- | --------------- | ----- |
| 1    | Danilo Napolitano   | LPR             |       |
| 2    | Jaan Kirsipuu       | Crédit Agricole |       |
| 3    | James Vanlandschoot | Landbouwkrediet |       |

| Pos. | Corridore            | Squadra         | Tempo    |
| ---- | -------------------- | --------------- | -------- |
| 1    | Christophe Agnolutto | Agritubel       | 8h37'09" |
| 2    | Danilo Napolitano    | LPR             | a 10"    |
| 3    | James Vanlandschoot  | Landbouwkrediet | a 13"    |

### 3ª tappa
- 25 agosto: La Rochefoucauld > Vivonne – 175 km

| Pos. | Corridore        | Squadra         | Tempo    |
| ---- | ---------------- | --------------- | -------- |
| 1    | Jaan Kirsipuu    | Crédit Agricole | 4h07'43" |
| 2    | Sylvain Chavanel | Cofidis         | s.t.     |
| 3    | Héctor Guerra    | L.A. Aluminios  | a 1"     |

| Pos. | Corridore            | Squadra         | Tempo     |
| ---- | -------------------- | --------------- | --------- |
| 1    | Jaan Kirsipuu        | Crédit Agricole | 15h44'56" |
| 2    | Christophe Agnolutto | Agritubel       | a 3"      |
| 3    | Sylvain Chavanel     | Cofidis         | a 10"     |

### 4ª tappa
- 26 agosto: Vivonne > Château-Larcher (cron. individuale) – 18,3 km

| Pos. | Corridore         | Squadra         | Tempo  |
| ---- | ----------------- | --------------- | ------ |
| 1    | Linas Balciunas   | Agritubel       | 22'19" |
| 2    | Christophe Moreau | Crédit Agricole | a 3"   |
| 3    | Sylvain Chavanel  | Cofidis         | a 11"  |

| Pos. | Corridore         | Squadra         | Tempo     |
| ---- | ----------------- | --------------- | --------- |
| 1    | Linas Balciunas   | Agritubel       | 13h07'33" |
| 2    | Sylvain Chavanel  | Cofidis         | a 3"      |
| 3    | Christophe Moreau | Crédit Agricole | a 8"      |

### 5ª tappa
- 26 agosto: Vivonne > Poitiers – 103 km

| Pos. | Corridore         | Squadra | Tempo    |
| ---- | ----------------- | ------- | -------- |
| 1    | Danilo Napolitano | LPR     | 2h17'55" |
| 2    | Mark Renshaw      | FDJ     | s.t.     |
| 3    | Mychajlo Chalilov | LPR     | s.t.     |

| Pos. | Corridore         | Squadra         | Tempo     |
| ---- | ----------------- | --------------- | --------- |
| 1    | Sylvain Chavanel  | Cofidis         | 15h25'31" |
| 2    | Christophe Moreau | Crédit Agricole | a 5"      |
| 3    | Linas Balciunas   | Agritubel       | a 16"     |

## Classifiche finali

### Classifica generale
| Pos. | Corridore         | Squadra                        | Tempo     |
| ---- | ----------------- | ------------------------------ | --------- |
| 1    | Sylvain Chavanel  | Cofidis                        | 15h25'31" |
| 2    | Christophe Moreau | Crédit Agricole                | a 5"      |
| 3    | Linas Balciunas   | Agritubel                      | a 16"     |
| 4    | Héctor Guerra     | L.A. Aluminios-Liberty Seguros | a 20"     |
| 5    | Benjamin Day      | MrBookmaker-Sports Tech        | a 38"     |
| 6    | Mathieu Heijboer  | Rabobank                       | a 44"     |
| 7    | Stéphane Berges   | Agritubel                      | a 49"     |
| 8    | Mario De Sarraga  | Naturino-Sapore di Mare        | a 56"     |
| 9    | Yuriy Krivtsov    | Ag2r Prévoyance                | a 59"     |
| 10   | Christophe Riblon | Ag2r Prévoyance                | s.t.      |